# Eurovision Song Contest 1969
Der Eurovision Song Contest 1969 war der 14. Wettbewerb dieser Art seit Bestehen der Veranstaltung durch die Eurovision. Er fand am 29. März 1969 in Madrid in Spanien unter dem offiziellen Titel 14. Gran Premio de la Canción de Eurovisión statt, da der Vorjahressieger aus diesem Land gekommen war.

## Besonderheiten
Gleich vier verschiedene Interpreten und Länder gewannen den Wettbewerb:
- Salomé für Spanien mit dem Lied Vivo cantando
- Lulu für das Vereinigte Königreich mit dem Lied Boom Bang-a-Bang
- Lenny Kuhr für die Niederlande mit dem Lied De troubadour
- Frida Boccara für Frankreich mit dem Lied Un jour, un enfant.

Da es kein Reglement für einen Gleichstand gab, wurden alle vier Länder zu Gewinnern erklärt.
Spanien war damit das erste teilnehmende Land, das zwei Mal in Folge gewinnen konnte. Einzig den Teilnehmern Luxemburg, Israel und Irland gelang dies noch einmal.
Der bis dahin jüngste Teilnehmer bei einem Eurovision Song Contest kam aus Monaco. Jean-Jacques, der das Lied Maman, Maman sang, war erst 13 Jahre alt.
Moderiert wurde die Sendung von der spanischen Ansagerin Laurita Valenzuela. Der Künstler Salvador Dalí war im Vorfeld für die Werbung und teilweise für die künstlerische Gestaltung verantwortlich.
Bereits im Jahr 1968 war in Frankreich eine Single mit dem Aufdruck „La chanson officielle du Liechtenstein pour le Grand Prix Eurovision 1969“ (der offizielle Beitrag Liechtensteins beim Grand Prix Eurovision 1969) erschienen. Mit einem ernsthaften Teilnahmeversuch Liechtensteins am Eurovision Song Contest 1969 hatte dies jedoch nichts zu tun, schon alleine weil das Land bis heute kein EBU-Mitglied ist und daher auch gar nicht am Wettbewerb teilnehmen darf. Bei dem von Vetty gesungenen Titel „Un beau matin“ (Eines schönen Morgens) handelt es sich um eine Parodie des französischen Autorenduos Jacques Martin (Text) und Jean Baïtzouroff (Musik) auf den Eurovisionswettbewerb und den Stil der dort präsentierten Lieder. Der Titel ist als Gag auf dem von Patrick Campistron zusammengestellten 3-CD-Sampler „Eurovision – Les plus belles chansons françaises“ zu finden, aber auch als augenzwinkernde Mahnung, den Eurovision Song Contest nicht so bierernst zu nehmen.

## Teilnehmer

Teilnehmende Länder
Länder, die bereits an einem früheren ESC teilgenommen hatten, aber nicht im Jahr 1969

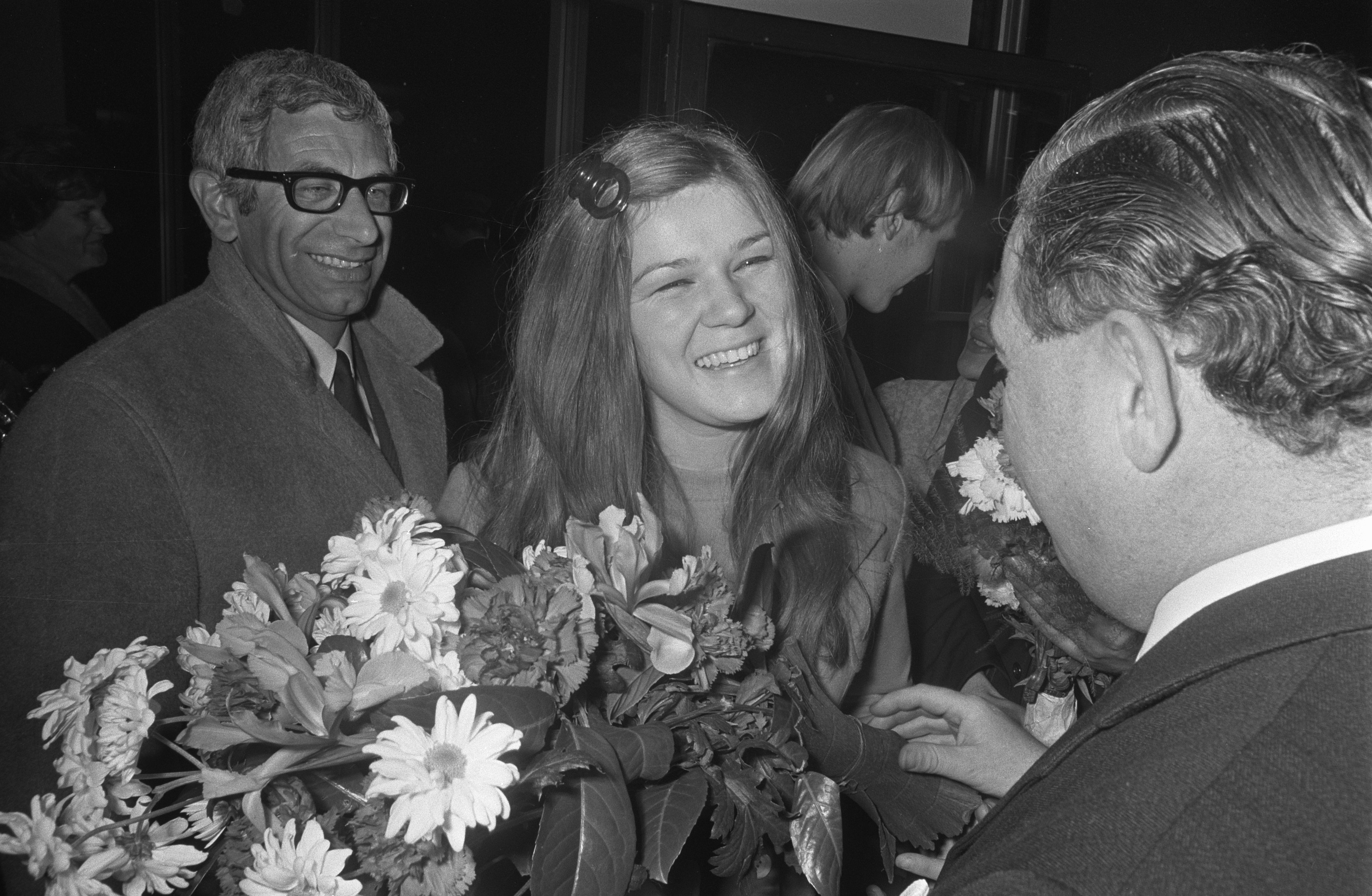
Lenny Kuhr, Interpretin des niederländischen Siegertitels, bei der Rückkehr 1969
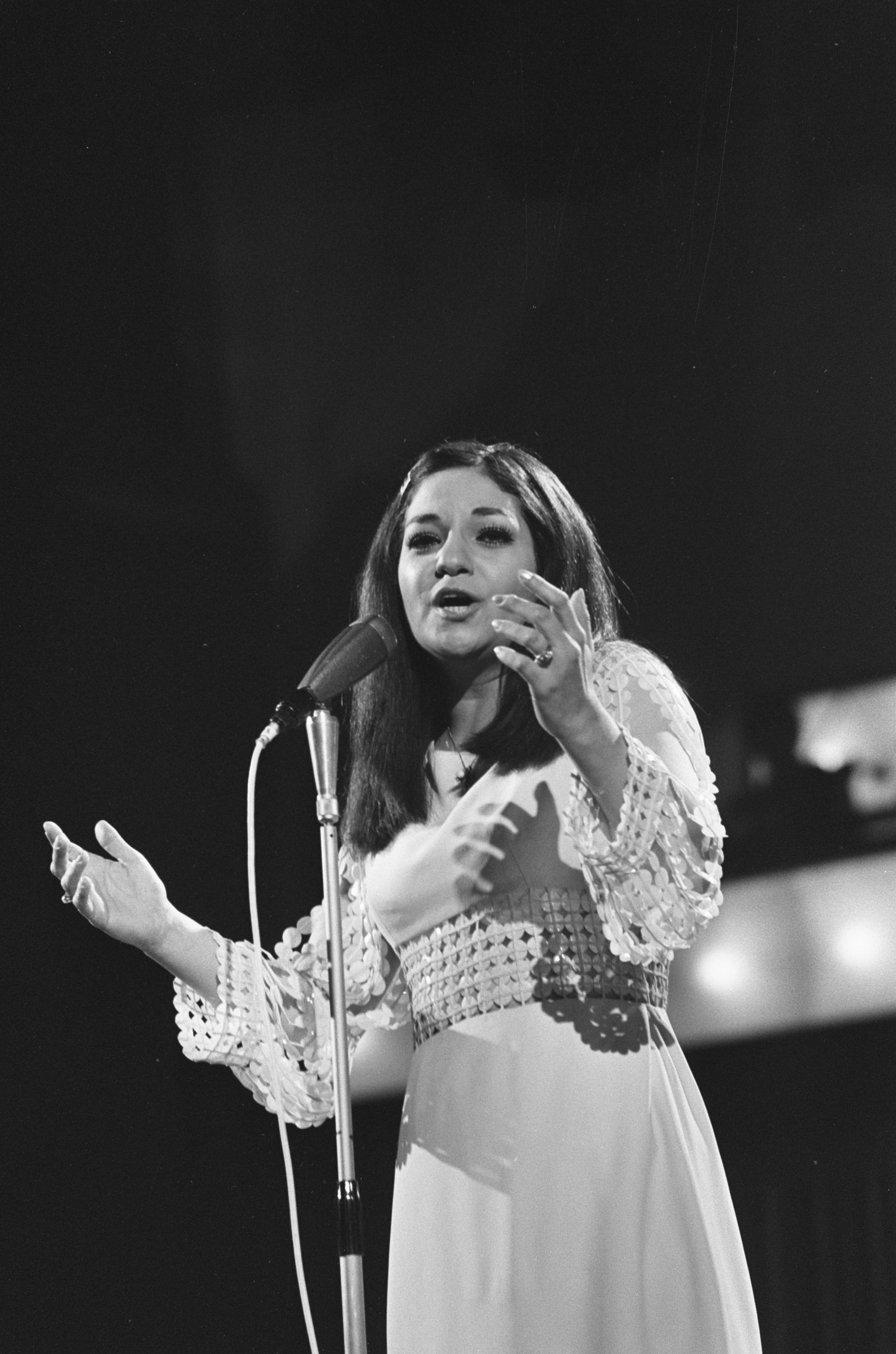
Frida Boccara, Interpretin des französischen Siegertitels, 1969
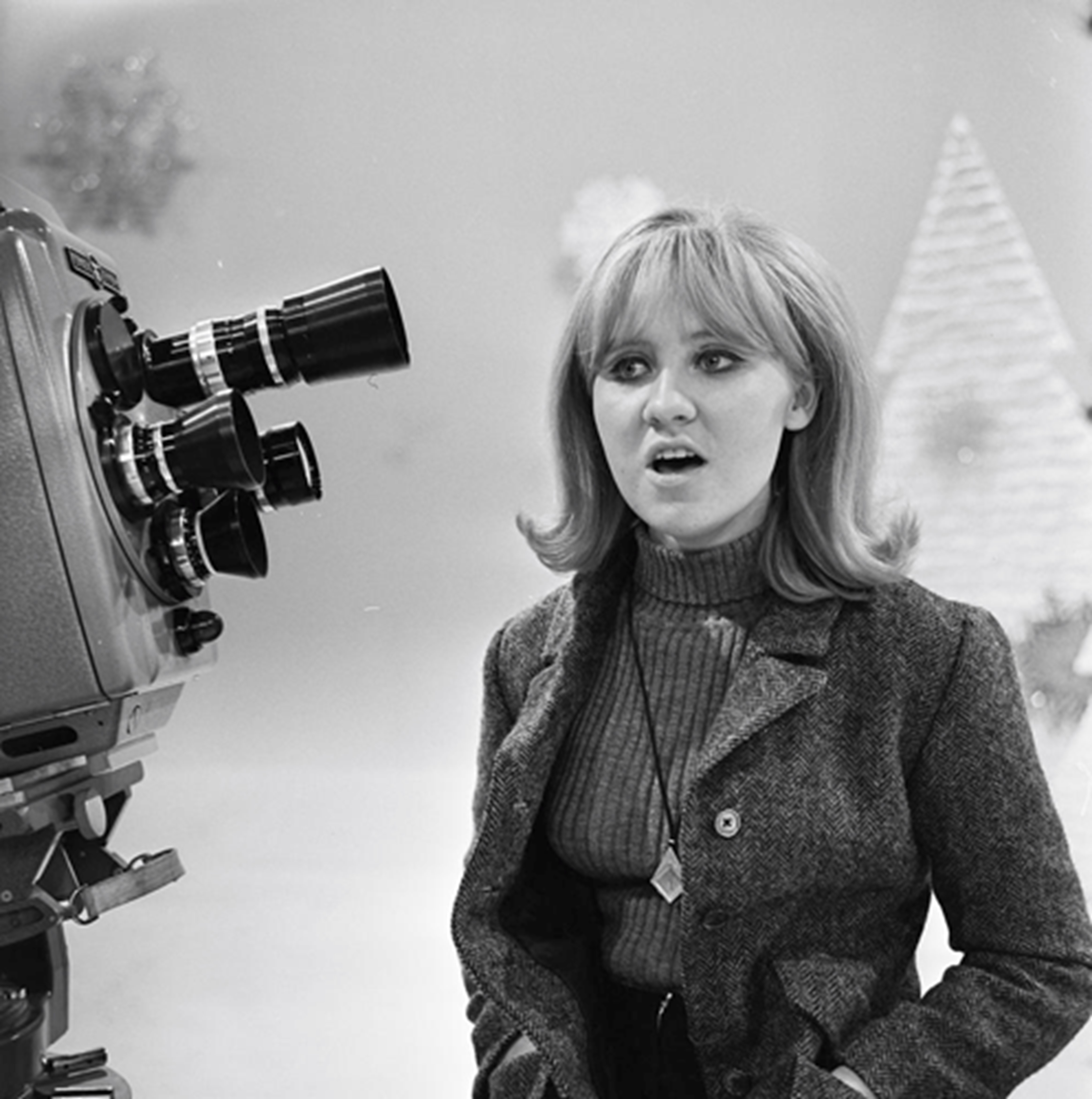
Lulu, Interpretin des britischen Siegertitels, 1969

In diesem Jahr waren es nur 16 Teilnehmer, da Österreich auf eine Teilnahme verzichtete. Offiziell begründete man dies mit Mangel an geeigneten Künstlern. Gerüchte nannten einen Protests Österreichs gegen das in Spanien regierende Franco-Regime als tatsächlichen Grund.

### Wiederkehrende Interpreten
| Land           | Interpret          | Vorherige(s) Teilnahmejahr(e) |
| -------------- | ------------------ | ----------------------------- |
| Belgien        | Louis Neefs        | 1967                          |
| BR Deutschland | Siw Malmkvist      | 1960 für Schweden             |
| Luxemburg      | Romuald            | 1964 für Monaco               |
| Norwegen       | Kirsti Sparboe     | 1965 • 1967                   |
| Portugal       | Simone de Oliveira | 1965                          |

### Dirigenten
Jedes Lied wurde mit Live-Musik begleitet – folgende Dirigenten leiteten das Orchester bei dem jeweiligen Land:
- Jugoslawien – Miljenko Prohaska
- Luxemburg – Augusto Algueró
- Spanien – Augusto Algueró
- Monaco – Hervé Roy
- Irland – Noel Kelehan
- Italien – Ezio Leoni
- Vereinigtes Königreich – Johnny Harris
- Niederlande – Frans de Kok
- Schweden – Lars Samuelson
- Belgien – Francis Bay
- Schweiz – Henry Mayer
- Norwegen – Øivind Bergh
- BR Deutschland – Hans Blum
- Frankreich – Franck Pourcel
- Portugal – Ferrer Trindade
- Finnland – Ossi Runne

## Abstimmungsverfahren
Es galt das gleiche Abstimmungsverfahren wie in den Vorjahren. In den einzelnen Ländern saßen wieder jeweils zehn Jurymitglieder, die jeweils eine Stimme an ein Lied vergeben durften. Die Ergebnisse wurden telefonisch und öffentlich übermittelt.

## Platzierungen
| Platz | Startnr. | Land                   | Interpret          | Lied Musik (M) und Text (T)                                          | Sprache        | Übersetzung (Inoffiziell)                | Punkte |
| ----- | -------- | ---------------------- | ------------------ | -------------------------------------------------------------------- | -------------- | ---------------------------------------- | ------ |
| 01.   | 03       | Spanien                | Salomé             | Vivo cantando M: Maria José de Cerato; T: Aniano Alcalde             | Spanisch       | Ich lebe singend                         | 18     |
| 01.   | 07       | Vereinigtes Königreich | Lulu               | Boom Bang-a-Bang M: Alan Moorhouse; T: Peter Warne                   | Englisch       | –                                        | 18     |
| 01.   | 08       | Niederlande            | Lenny Kuhr         | De troubadour M: David Hartsema; T: Lenny Kuhr                       | Niederländisch | Der Trobador                             | 18     |
| 01.   | 14       | Frankreich             | Frida Boccara      | Un jour, un enfant M: Emile Stern; T: Eddy Marnay                    | Französisch    | Ein Tag, ein Kind                        | 18     |
| 05.   | 11       | Schweiz                | Paola del Medico   | Bonjour, bonjour M: Henry Mayer; T: Jack Stark                       | Deutsch a      | Hallo, hallo                             | 13     |
| 06.   | 04       | Monaco                 | Jean-Jacques       | Maman, maman M/T: Jo Perrier                                         | Französisch    | Mama, Mama                               | 11     |
| 07.   | 05       | Irland                 | Muriel Day         | The Wages of Love M/T: Michael Reade                                 | Englisch       | Der Lohn der Liebe                       | 10     |
| 07.   | 10       | Belgien                | Louis Neefs        | Jennifer Jennings M: Paul Quintens; T: Phil van Cauwenbergh          | Niederländisch | –                                        | 10     |
| 09.   | 09       | Schweden               | Tommy Körberg      | Judy, min vän M: Roger Wallis; T: Britt Lindeborg                    | Schwedisch     | Meine Freundin Judy                      | 08     |
| 09.   | 13       | BR Deutschland         | Siw Malmkvist      | Primaballerina M/T: Hans Blum                                        | Deutsch        | –                                        | 08     |
| 11.   | 02       | Luxemburg              | Romuald            | Cathérine M: Paul Mauriat, André Borgioli; T: André di Fusco         | Französisch    | –                                        | 07     |
| 12.   | 16       | Finnland               | Jarkko ja Laura    | Kuin silloin ennen M: Toivo Kärki; T: Juha Vainio                    | Finnisch       | Wie in diesen Zeiten                     | 06     |
| 13.   | 01       | Jugoslawien            | Ivan & M’s         | Pozdrav svijetu M/T: Milan Lentić                                    | Kroatisch      | Gruß an die Welt                         | 05     |
| 13.   | 06       | Italien                | Iva Zanicchi       | Due grosse lacrime bianche M: Piero Soffici; T: Carlo Daiano         | Italienisch    | Zwei große weiße Tränen                  | 05     |
| 15.   | 15       | Portugal               | Simone de Oliveira | Desfolhada M: Nuño Nazareth Fernandes; T: José Carlos Ary dos Santos | Portugiesisch  | Starker Verlust                          | 04     |
| 16.   | 12       | Norwegen               | Kirsti Sparboe     | Oj, oj, oj, så glad jeg skal bli M/T: Arne Bendiksen                 | Norwegisch     | Ui, ui, ui, wie glücklich ich sein werde | 01     |

## Punktevergabe
| Land | Abstimmungsergebnisse | Abstimmungsergebnisse | Abstimmungsergebnisse | Abstimmungsergebnisse | Abstimmungsergebnisse | Abstimmungsergebnisse | Abstimmungsergebnisse | Abstimmungsergebnisse | Abstimmungsergebnisse | Abstimmungsergebnisse | Abstimmungsergebnisse | Abstimmungsergebnisse | Abstimmungsergebnisse | Abstimmungsergebnisse | Abstimmungsergebnisse | Abstimmungsergebnisse | Abstimmungsergebnisse | Abstimmungsergebnisse |
| Land | Punkte                | YU                    | LU                    | ES                    | MC                    | IE                    | IT                    | UK                    | NL                    | SE                    | BE                    | CH                    | NO                    | DE                    | FR                    | PT                    | FI                    | Votings               |
| --- | --------------------- | --------------------- | --------------------- | --------------------- | --------------------- | --------------------- | --------------------- | --------------------- | --------------------- | --------------------- | --------------------- | --------------------- | --------------------- | --------------------- | --------------------- | --------------------- | --------------------- | --------------------- |
| Jugoslawien | 05                    |                       | –                     | 1                     | –                     | –                     | –                     | –                     | –                     | –                     | 1                     | –                     | –                     | –                     | –                     | 3                     | –                     | 3                     |
| Luxemburg | 07                    | 1                     |                       | –                     | 3                     | –                     | –                     | –                     | 1                     | –                     | 1                     | –                     | –                     | 1                     | –                     | –                     | –                     | 5                     |
| Spanien | 18                    | 1                     | 2                     |                       | 3                     | 1                     | –                     | –                     | –                     | –                     | 3                     | –                     | 1                     | 3                     | 2                     | 2                     | –                     | 9                     |
| Monaco | 11                    | –                     | –                     | 2                     |                       | –                     | 4                     | –                     | 2                     | 2                     | 1                     | –                     | –                     | –                     | –                     | –                     | –                     | 5                     |
| Irland | 10                    | –                     | –                     | –                     | –                     |                       | –                     | 1                     | 1                     | 1                     | –                     | 3                     | –                     | 1                     | –                     | –                     | 3                     | 6                     |
| Italien | 05                    | 1                     | –                     | –                     | 1                     | 1                     |                       | –                     | –                     | –                     | –                     | –                     | –                     | –                     | –                     | 1                     | 1                     | 5                     |
| Vereinigtes Königreich                                                                                                 | 18                    | 2                     | 4                     | –                     | –                     | –                     | 3                     |                       | 1                     | 5                     | –                     | –                     | –                     | 1                     | –                     | 1                     | 1                     | 8                     |
| Niederlande | 18                    | –                     | 2                     | –                     | 1                     | –                     | 3                     | –                     |                       | –                     | 1                     | 4                     | 1                     | –                     | 6                     | –                     | –                     | 7                     |
| Schweden | 08                    | –                     | –                     | –                     | –                     | –                     | –                     | –                     | 1                     |                       | –                     | –                     | 3                     | –                     | –                     | 1                     | 3                     | 4                     |
| Belgien | 10                    | –                     | –                     | 2                     | –                     | –                     | –                     | 3                     | 1                     | –                     |                       | 2                     | 2                     | –                     | –                     | –                     | –                     | 5                     |
| Schweiz | 13                    | 2                     | –                     | –                     | –                     | 3                     | –                     | 2                     | –                     | –                     | 1                     |                       | 1                     | 2                     | –                     | –                     | 2                     | 7                     |
| Norwegen | 01                    | –                     | –                     | –                     | –                     | –                     | –                     | –                     | –                     | 1                     | –                     | –                     |                       | –                     | –                     | –                     | –                     | 1                     |
| Deutschland | 08                    | 3                     | –                     | 2                     | –                     | –                     | –                     | –                     | –                     | –                     | 1                     | –                     | 1                     |                       | 1                     | –                     | –                     | 5                     |
| Frankreich | 18                    | –                     | 1                     | –                     | 2                     | 4                     | –                     | 4                     | 2                     | 1                     | –                     | 1                     | –                     | 1                     |                       | 2                     | –                     | 9                     |
| Portugal | 04                    | –                     | –                     | 2                     | –                     | –                     | –                     | –                     | –                     | –                     | 1                     | –                     | –                     | –                     | 1                     |                       | –                     | 3                     |
| Finnland | 06                    | –                     | 1                     | 1                     | –                     | 1                     | –                     | –                     | 1                     | –                     | –                     | –                     | 1                     | 1                     | –                     | –                     |                       | 6                     |
| Die Tabelle ist senkrecht nach der Auftrittsreihenfolge geordnet, waagerecht nach der chronologischen Punkteverlesung. |                       |                       |                       |                       |                       |                       |                       |                       |                       |                       |                       |                       |                       |                       |                       |                       |                       |                       |

## Deutsche Vorausscheidung
Die deutsche Vorausscheidung fand am 22. Februar 1969 statt.